# Opposition à la guerre d'Irak
Pour un article plus général, voir Guerre d'Irak.
Une importante opposition à la guerre d'Irak a eu lieu dans le monde entier, à la fois avant et pendant l'opération liberté irakienne menée par les États-Unis, le Royaume-Uni et de plus petits contingents d’autres nations, et tout au long de la guerre d'Irak. Les personnes et les groupes qui se sont opposés à la guerre comprennent les gouvernements de nombreux pays qui n'ont pas pris part à l'invasion, et des sections importantes de la population des pays engagée aux côtés des américains.
Les arguments de l'opposition comprennent la conviction que la guerre est illégale en vertu de la Charte des Nations unies, ou encore que cette intervention risque de contribuer à l'instabilité au sein de Irak et plus largement du Moyen-Orient. Les critiques ont également remis en question la validité des objectifs déclarés de la guerre, comme un lien supposé entre l'Irak et le 11 septembre 2001 aux États-Unis ou sa possession d’armes de destruction massive « certifié » par le scandale du Nigergate. Ce dernier argument a été revendiqué par les États-Unis au cours de la période qui a précédé la guerre, mais depuis  aucune de ces armes n'a été trouvée.
Aux États-Unis, l'opinion populaire sur la guerre a considérablement varié avec le temps. Bien qu'il y ait une forte opposition à l'idée dans les mois qui ont précédé l'attaque, les sondages réalisés au cours de l'invasion ont montré que la majorité des citoyens américains ont soutenu l'action de leur gouvernement. Cependant, l'opinion publique a changé en 2004 et une majorité s'est mise à penser que l'invasion était une erreur et le pense toujours aujourd’hui. Il y a eu également beaucoup de critiques faites par des politiciens américains et des militaires, y compris des généraux qui ont servi durant la guerre et qui ont depuis pris position contre.
Dans le monde, la guerre et l'occupation ont été officiellement condamnée par 54 pays et les chefs de nombreuses grandes religions. Cela s’explique par un sentiment anti-guerre populaire et fort dans ces pays et ailleurs, y compris chez certains alliés des États-Unis dans le conflit, et beaucoup ont vu d'énormes protestations totalisant des millions de participants, sur leurs sols.

## Raisons de l'opposition
Les différentes critiques de l'invasion ont été que cela conduirait à la mort de milliers de civils, de soldats irakiens ainsi que de soldats de la Coalition, et que cela menacerait la paix et la stabilité dans la région et dans le monde.
Une autre raison souvent invoquée par les opposants est le principe westphalien selon lequel les gouvernements étrangers ne doivent jamais posséder le droit d'intervenir dans les affaires intérieures d'un autre pays souverain (y compris pour la lutte contre le terrorisme ou toute autre affaire non internationale). Giorgio Agamben, le philosophe italien, a également offert une critique de la logique de la guerre préventive.
D'autres contestataires ont accepté un droit limité à une intervention militaire à l'étranger, mais néanmoins se sont opposés à l'invasion sur la base qu'elle a été menée sans l'approbation des Nations unies et était par conséquent une violation du droit international. Selon cette position, le respect par les États-Unis et les autres grandes puissances à la Charte des Nations unies et à d'autres traités internationaux auxquels ils sont légalement tenus n'est pas un choix mais une obligation légale et l'exercice du pouvoir militaire en violation de la Charte des Nations unies sape l'état de droit et l'autodéfense à l'échelle internationale. Benjamin B. Ferencz, qui a servi comme procureur américain en chef chargé des crimes de guerre nazis au procès de Nuremberg suivant la Seconde Guerre mondiale, a dénoncé la guerre en Irak comme une guerre d'agression (nommé à Nuremberg comme « le crime international suprême ») et a déclaré sa conviction que George W. Bush, comme « initiateur » de la guerre, devraient être jugés pour crimes de guerre. Il y avait aussi un certain scepticisme sur les revendications américaines selon lesquels le gouvernement laïque d’Irak n'avait aucun lien avec Al-Qaïda, le groupe terroriste islamiste considéré comme responsable des attentats du 11 septembre 2001 sur le World Trade Center et le Pentagone.
Certains ont exprimé leurs étonnements que les États-Unis envisageraient une action militaire contre l'Irak et non pas contre Corée du Nord, qui a affirmé avoir déjà des armes nucléaires et a annoncé qu'il était prêt à envisager la guerre avec les États-Unis. Cette critique intensifiée lorsque la Corée du Nord Essai nucléaire nord-coréen du 9 octobre 2006 le 9 octobre 2006.
Il y avait aussi la critique de la politique de la coalition de la part de ceux qui ne croyaient pas que les actions militaires aideraient à lutter contre le terrorisme, ainsi que certains estimant que cela aiderai les efforts de recrutement d'Al-Qaïda, d'autres encore croyaient que la guerre et la période d'après-guerre immédiat conduirait à un risque considérablement accru que des armes de destruction massive tomberait entre de mauvaises mains (y compris Al-Qaïda).
Tant à l'intérieur qu'à l'extérieur des États-Unis, certains ont émis l'hypothèse que la réelle raison de l'administration Bush de faire la guerre était de prendre le contrôle sur les ressources naturelles irakiennes (principalement le pétrole). Ces critiques ont estimé que la guerre ne contribuerait pas à réduire la menace de prolifération des ADM, et que la vraie raison de la guerre était d'assurer le contrôle des champs pétroliers irakiens à un moment où les liens entre les États-Unis et l'Arabie saoudite ont été vus comme étant à risque. « Pas de sang pour le pétrole » était un cri de protestation populaire avant l'invasion en mars 2003.
Certains opposants à la guerre croyaient aussi qu'il n'y avait pas d'armes de destruction massive en Irak, et donc il y avait peu de raisons pour une invasion. Au premier rang de ceux-ci a été Scott Ritter, un ancien officier du renseignement militaire américain, puis un inspecteur armes des Nations unies en Irak, et qui en 1998 avait été assez belliciste envers l'Irak au point d'être réprimandé par le sénateur américain Joe Biden : « La décision de savoir si le pays doit ou non aller à la guerre est légèrement au-dessus de votre niveau de rémunération ». Les enquêtes après l'invasion n'ont pas réussi à produire des preuves d'armes de destruction massive en Irak (à l'exception d'un très petit nombre d'obus d'armes chimiques dégradés situés après la guerre Iran-Irak ayant pris fin en 1988). En général, cependant, très peu d'adversaires de l'invasion de l'Irak ont exprimé publiquement leur doute quant à savoir si le régime de Saddam Hussein possédait des armes de destruction massive.
Pendant l'occupation, certains opposants ont accusé le président Bush d'être indifférent à la souffrance causée par l'invasion. En 2006 par exemple, il a estimé que l'histoire de l'Irak de cette période serait « une simple virgule », suscitant les critiques pour avoir pris les plus de 2 700 décès de soldats américains légèrement.

## Opposition aux États-Unis

### L'opposition populaire
La guerre d'Irak a rencontré une opposition populaire considérable aux États-Unis, qui a commencé pendant les étapes de planification et qui a continué durant l'invasion et occupation subséquente de l'Irak. Les mois qui ont précédé la guerre ont vu des manifestations à travers les États-Unis, dont la plus importante, a eu lieu le 15 février, 2003 et qui concernait environ 300 000 à 400 000 manifestants à New York, ainsi qu’un plus petit nombre qui protestaient à Seattle, San Francisco, Chicago et d'autres villes.
En accord avec le sentiment anti-guerre de la contestation, dans les mois qui ont précédé la guerre en Irak, l'opinion publique américaine était fortement en faveur d'une solution diplomatique plutôt que l'intervention militaire immédiate. Un sondage de  janvier 2003 pour CBS News et le New York Times a constaté que 63 % des Américains voulaient que le président Bush trouve une solution diplomatique à la situation en Irak, contre 31 % qui étaient favorables à une intervention militaire immédiate. Cependant sondage a également constaté que si la diplomatie échouait, alors le soutien des sondés à l'action militaire pour renverser Saddam Hussein était au-dessus de 60 pour cent. 
Quelques jours avant l'invasion, le 20 mars, un sondage de USA Today, CNN et Gallup Poll a démontré que le soutien à la guerre était liée à l'approbation de l'ONU. Près de six personnes sur dix ont dit qu'ils étaient prêts pour une telle invasion dans les semaines avenir, mais ce si le soutien de l'ONU est obtenu. Si le Conseil de sécurité de l'ONU devait rejeter une résolution ouvrant la voie à une action militaire, seulement 54 % des Américains seraient en faveur d'une invasion américaine. Et si l'administration Bush n'a pas demandé un vote final du Conseil de sécurité, le soutien à la guerre serait tombé à 47 %.
Immédiatement après l'invasion de 2003 plus de sondages aux États-Unis ont montré une forte majorité des Américains soutenant la guerre, mais cette tendance a commencé à changer moins d'un an après le début de la guerre. Ainsi partir de décembre 2004, les sondages ont constamment montré que la majorité des Américains pensaient que l'invasion était une erreur. En 2006, l'opinion sur ce que les États-Unis devrait faire en Irak est divisé, avec une légère majorité désirant la fixation d'un calendrier pour le retrait, mais contre un retrait immédiat. Toutefois, dans ce domaine, les réponses varient largement avec le libellé exact de la question.
Depuis l'invasion de l'Irak, l'une des leaders les plus visibles de l'opposition populaire aux États-Unis a été Cindy Sheehan, la mère de Casey Sheehan, un soldat tué en Irak. Le rôle de Sheehan comme leader anti-guerre a commencé avec son camping près du ranch du président Bush à Crawford, au Texas, et a continué avec une tournée nationale et des voyages en Europe et en Amérique du Sud.